# خيواز دوسبانوفا
خيواز دوسبانوفا (بالسيريلية: Хиуаз Каировна Доспанова) وهي طيارة كازاخستانية خدمت في الحرب العالمية الثانية في الوحدة المسماة ساحرات الليل. كانت المرأة الكازاخستانية الوحيدة التي خدمت في الهجمات الليلية. لم تحصل خيواز على لقب بطل الاتحاد السوفيتي على عكس العديد من زملائها الروس والأوكرانيين، إلا أنها حصلت على لقب بطلة كازاخستان في عام 2004 لخدمتها بعد الاستقلال.

## حياتها
وُلدت في مقاطعة أتيراو، كازاخستان الحالية، منذ طفولتها المبكرة كانت تحلم بأن تصبح طيارة. بعد الانتهاء من المدرسة الثانوية أصبحت طيارة. عندما بدأت الحرب العالمية الثانية تقدمت بطلب إلى أكاديمية جوكوفسكي للقوات الجوية في موسكو ، لكن طلبها تم رفضه لأن الأكاديمية كانت مخصصة للذكور فقط ؛ دخلت معهد طبي بدلاً منه في عام 1941.

## خدمتها العسكرية
عندما سمعت عن أفواج الطيران التي تشكلت مؤخرا من الإناث، بقيادة مارينا راسكوفا، تقدمت إلى كلية الطيران في ساراتوف. في عام 1942 ، تم وضعها في الفوج الانتحاري 588. حيث حصلت على 300 ساعة طيران في القتال كملاحة وقناصة، ووصلت في النهاية إلى رتبة ملازم أول.
أثناء الهبوط بعد بعثة عام 1943 ، اصطدمت بوليكاربوف بو -2 دوسبانوفا بباسكوفا بو -2. وقُتل الطياران في الطائرة الأخرى في الحادث وتوفيت باسكوفا أثناء الجراحة. واُفترض أن دوسبانوفا قد ماتت لانها لم تكن تتحرك لفترة من الوقت، ولكنها بقيت على قيد الحياة. وخضعت لسلسلة من العمليات الجراحية على مدى عدة أيام. أصيبت ساقها بالغنغرينا ، لكن أحد الأطباء رفض بتر ساقيها لأن المريضة في حاجة إليها. اضطرت دوسبانوفا للبس القوالب على ساقيها لأسابيع. عادت إلى الطيران، ولكنها كانت دائماً ما تحتاج إلى مساعدة في الدخول والخروج من الطائرة، وفي النهاية أصبحت رئيسة الاتصالات في الفوج بعد وفاة رئيس الاتصال السابق، فالنتينا ستوبينا.

## أوسمة
حصلت دوسبانوفا على العديد من الأوسمة بما في ذلك:
- ميدالية الانتصار على ألمانيا في الحرب الوطنية العظمى 1941-1945
- وسام الدفاع عن القوقاز
- وسام الراية الحمراء من حزب العمال[2]
- وسام الحرب الوطنية من الدرجة 2
- وسام الحرب الوطنية من الدرجة 1
- وسام الراية الحمراء [4]

توجد حلبة للتزلج على الجليد ومدرسة تحمل اسمها.
من المقرر إعادة تسمية مطار أتيراو الدولي باسمها وذلك تشريفاً وتكريماً لها.